# 踊り場にて
『踊り場にて』は、第33回フジテレビヤングシナリオ大賞の大賞を受賞した作品で、瀧本美織主演でテレビドラマ化された。
制作局のフジテレビでは2021年12月31日0:25-1:25に放送された。

## キャスト
美園舞子〈29〉
演 - 瀧本美織
教師の職を辞して、夢だったプロのバレエダンサーを目指して海外で頑張っていたが挫折し、帰国後、神奈川県立上崎高等学校の産休教員となる。夢を諦めた無気力を引きずったままクラス担任とバレーボール部顧問を務めていたが、生徒たちの「夢に向かう姿」に接し、自分の「夢の諦め」を見つめなおす。
丸沢百恵
演 - 富田望生
3年生。同級生の光輝に7回告白し7回とも撃沈するが、諦めきれずにいる。
佐藤正宗
演 - 青木柚
舞子が担任するクラスの生徒。ギター少年で軽音楽部への入部を考えているが、先輩との実力差を見て、入部を躊躇している。佐藤という苗字が嫌いで、名前を聞かれると「正宗」と答える。
金子飛鳥
演 - 中田青渚
舞子が担任するクラスの生徒。バレー部のキャプテンでエースだが、自分の実力から、スポーツ推薦での進学を諦めようとしている。
光輝
演 - 西野入流佳
3年生。百恵の思い人。
宮内悟
演 - 久保田悠来
舞子の同僚。卓球部の顧問。
小出
演 - 安井順平
教師。
美園優子
演 - 富田靖子
舞子の母。

## スタッフ
- 脚本 - 生方美久（第33回フジテレビヤングシナリオ大賞受賞者）[3]
- 演出 - 柳沢凌介
- プロデュース - 柳元大輝
- 音楽 - 菊地裕（夕食ホット）
- ムーブメントディレクション（バレエ振付） - 境佑梨
- バレーボール監修 - 關根義徳
- 字書き（板書・小道具） - 目時白珠
- 技術協力 - バスク
- 照明協力 - 光影舎
- 音響効果 - スポット
- ロケ協力 - いせはらフィルムコミッション、伊勢原市立中沢中学校、横浜フィルムコミッション